# Fraternidad
Fraternidad è un comune dell'Honduras facente parte del dipartimento di Ocotepeque.
Il comune venne istituito il 15 marzo 1909 con parte del territorio del comune di La Labor.